# ثيودور شيمبفلغ
ثيودور شيمبفلغ (بالإنجليزية: Theodor Scheimpflug)‏ ‏(7 أكتوبر 1865 - 22 أغسطس 1911) هو قائد في الجيش النمساوي، وواضع طريقة والنظام المنهجي لتصحيح تَشوه الرسم المنظوري في التصوير الجوي، حيثُ يعرف حاليًا بمسمى مبدأ شيمبفلغ. تَخلى ثيودر عن اخترعه، مستشهدًا ببراءة اختراع إنجليزية لمهندس التصوير الفرنسي المُبكر جوليس كاربنتير.

## حياته
وُلدَ في 7 أكتوبر 1865 في فيينا، وانضم إلى كُلية في فيينا عام 1897. بدأ بعمله التصويري عام 1902. تُوفي ثيودور في 22 أغسطس 1911 في مودلينغ.

## عمله
- عُرف ثيودور بمبدئه مبدأ شيمبفلغ، والذي يَتعامل مع التبئير الحيوي في مصورة مشاهد، وعلى الرغم من ذلك فإنهُ ليس الأول في وصف هذا المبدأ وهو أصلًا لم يدعِ ذلك.[3]
- شاركَ في التصوير الجوي وأدخل العديد من براءات الاختراع في هذا المجال.

## روابط خارجية
- براءات اختراع ثيودور شيمبفلغ